# Яздани, Хасан
Хасса́н Яздани́ Черати (перс. حسن یزدانی چراتی‎, род. 26 декабря 1994, Джуйбар[d], Мазендеран) — иранский борец вольного стиля, чемпион Олимпийских игр 2016 в весе до 74 кг, трёхкратный чемпион мира, многократный призёр чемпионатов мира, многократный чемпион Азии. Старший брат Амира Мохаммеда Яздани, серебряного призёра чемпионата мира 2021 года по вольной борьбе. Хассан Яздани — один из величайших и самых титулованных борцов в истории Ирана.

## Биография
Родился 26 декабря 1994 года в селе Лапу Шахра дахестана Чапакруд бахша Гиль Хуран шахрестана Джуйбар остана Мазендеран Исламской Республики Иран.
Первые успехи к Хассану пришли в 2011 году, когда на чемпионате Азии среди кадетов в Бангкоке выиграл бронзовую медаль в весовой категории до 50 кг. В этом же году стал серебряным призёром чемпионата мира в среди кадетов в Венгрии, проиграв финальную схватку российскому борцу Гаджимураду Рашидову. Уже на юниорских соревнованиях в 2014 году выиграл золотые медали как чемпионата Азии так и чемпионата мира.
На чемпионате мира 2015 года в Лас-Вегасе завоевал серебряную медаль в весовой категории до 70 кг, проиграв в финале россиянину Магомедрасулу Газимагомедову;
20 августа 2016 года победил в финале Олимпийских игр 2016 года в Рио-де-Жанейро российского борца кабардинского происхождения Аниуара Гедуева;
На чемпионате мира 2017 года в Париже завоевал золотую медаль в весовой категории до 86 кг, победив словацкого борца осетинского происхождения Бориса Макоева;
На чемпионате мира 2018 года в Будапеште завоевал бронзовую медаль в весовой категории до 86 кг;
На чемпионате мира 2019 года в Нур-Султане завоевал золотую медаль в весовой категории до 86 кг, победив в финале индуса Дипака Пуниа.
На чемпионате мира 2021 года, который проходил в октябре в норвежской столице, стал чемпионом мира в весовой категории до 86 кг. В финале победил американского борца Дэвида Тейлора.
Чемпионат Азии:
На чемпионате Азии 2018 в Бишкеке победил в финале весовой категории до 86 кг монгола Оргодола Уитумена;
На чемпионате Азии 2021 в Алматы взял золотую медаль в схватке со своим принципиальным соперником индусом Дипаком Пуниа.